# Eishockey-Weltmeisterschaft der Junioren 1988
Die Eishockey-Weltmeisterschaft der Junioren 1988 war die zwölfte Austragung der Weltmeisterschaft in der Altersklasse der Unter-20-Jährigen (U20) durch die Internationale Eishockey-Föderation IIHF. Junioren-Weltmeister wurde zum dritten Mal die Mannschaft Kanadas.
Die A-Weltmeisterschaft fand 26. Dezember 1987 bis 4. Januar 1988 in Moskau in der Sowjetunion statt. Die B-Weltmeisterschaft wurde vom 12. bis 21. März 1988 in Sapporo in Japan ausgetragen. Die C-Gruppe fand vom 18. bis 27. März 1988 in Belluno und Feltre in Italien statt. Insgesamt nahmen 24 Länder an den drei Turnieren teil.
Wie 1980 und 1984 fand im Olympiajahr 1988 keine Eishockey-Weltmeisterschaft der Herren statt, so dass die Junioren-Weltmeisterschaft die einzige Eishockey-Weltmeisterschaft dieses Jahres war.

## A-Weltmeisterschaft
Die Weltmeisterschaft der A-Gruppe fand in Moskau in der Sowjetunion statt.

### Spiele und Abschlusstabelle
| Pl. |                  | Kanada | Sowjetunion | Finnland | Tschechoslowakei | Schweden | Vereinigte Staaten | Deutschland BR | Polen 1980 | Sp | S | U | N | Tore  | Punkte |
| --- | ---------------- | ------ | ----------- | -------- | ---------------- | -------- | ------------------ | -------------- | ---------- | -- | - | - | - | ----- | ------ |
| 1.  | Kanada           |        | 3:2         | 4:4      | 4:2              | 4:2      | 5:4                | 8:1            | 9:1        | 7  | 6 | 1 | 0 | 37:16 | 13: 1  |
| 2.  | UdSSR            | 2:3    |             | 6:2      | 6:4              | 4:2      | 7:3                | 12:2           | 7:2        | 7  | 6 | 0 | 1 | 44:18 | 12: 2  |
| 3.  | Finnland         | 4:4    | 2:6         |          | 2:1              | 5:2      | 8:6                | 6:0            | 9:1        | 7  | 5 | 1 | 1 | 36:20 | 11: 3  |
| 4.  | Tschechoslowakei | 2:4    | 4:6         | 1:2      |                  | 5:5      | 11:1               | 7:4            | 6:1        | 7  | 3 | 1 | 3 | 36:23 | 07: 7  |
| 5.  | Schweden         | 2:4    | 2:4         | 2:5      | 5:5              |          | 7:5                | 5:1            | 13:0       | 7  | 3 | 1 | 3 | 36:24 | 07: 7  |
| 6.  | USA              | 4:5    | 3:7         | 6:8      | 1:11             | 5:7      |                    | 6:4            | 3:4        | 7  | 1 | 0 | 6 | 28:46 | 02:12  |
| 7.  | BR Deutschland   | 1:8    | 2:12        | 0:6      | 4:7              | 1:5      | 4:6                |                | 6:3        | 7  | 1 | 0 | 6 | 18:47 | 02:12  |
| 8.  | Polen            | 1:9    | 2:7         | 1:9      | 1:6              | 0:13     | 4:3                | 3:6            |            | 7  | 1 | 0 | 6 | 12:53 | 02:12  |

### Beste Scorer
Abkürzungen: Sp = Spiele, T = Tore, V = Assists, Pkt = Punkte, SM = Strafminuten; Fett: Turnierbestwert
| Spieler           | Mannschaft       | Sp | T | V | Pkt | SM |
| ----------------- | ---------------- | -- | - | - | --- | -- |
| Alexander Mogilny | UdSSR            | 7  | 9 | 9 | 18  | 2  |
| Tomas Sjögren     | Schweden         | 7  | 6 | 9 | 15  | 2  |
| Ola Rosander      | Schweden         | 7  | 9 | 5 | 14  | 2  |
| Sergei Fjodorow   | UdSSR            | 7  | 5 | 7 | 12  | 0  |
| Janne Ojanen      | Finnland         | 7  | 6 | 5 | 11  | 16 |
| Tero Toivola      | Finnland         | 7  | 3 | 8 | 11  | 4  |
| Robert Reichel    | Tschechoslowakei | 7  | 3 | 8 | 11  | 2  |
| Jeremy Roenick    | USA              | 7  | 5 | 4 | 9   | 4  |
| Petr Pavlas       | Tschechoslowakei | 7  | 4 | 5 | 9   |    |
| Greg Hawgood      | Kanada           | 7  | 1 | 8 | 9   | 6  |

### Titel, Auf- und Abstieg
| Weltmeister Kanada | Warren Babe, Rob Brown, Dan Currie, Éric Desjardins, Rob DiMaio, Theoren Fleury, Adam Graves, Jeff Hackett, Greg Hawgood, Jody Hull, Chris Joseph, Sheldon Kennedy, Marc Laniel, Trevor Linden, Wayne McBean, Scott McCrady, Mark Pederson, Mark Recchi, Joe Sakic, Jimmy Waite Trainer: Dave Chambers |

| Silber UdSSR | Wladimir Alexuschin, Dmytro Chrystytsch, Igor Dorofejew, Sergei Fjodorow, Alexei Iwaschkin, Ulvis Katlaps, Pawel Kostitschkin, Jurij Krywachischa, Igor Malychin, Alexander Mogilny, Jewgeni Muchin, Stanislaw Panfilenkow, Sergei Petrenko, Andrej Rassolka, Waleri Selepukin, Alexei Schtscheblanow, Sergei Sorokin, Andrij Sydorow, Ihor Tschybyrjew, Harijs Vītoliņš Trainerstab: Anatoli Kostrjukow, Igor Tusik |

| Bronze Finnland | Harri Aho, Tero Arkiomaa, Kari Harila, Ari Hilli, Juha Jokiharju, Markku Jokinen, Arto Kulmala, Marko Kiuru, Marko Lapinkoski, Jukka Marttila, Teppo Numminen, Janne Ojanen, Timo Peltomaa, Petri Pulkkinen, Mika Rautio, Vesa Savolainen, Jukka-Pekka Seppo, Pekka Tirkkonen, Tero Toivola, Mika Tuovinen Trainer: |

| Absteiger:  | Polen    |
| Aufsteiger: | Norwegen |

### Auszeichnungen
Spielertrophäen
| Auszeichnung       | Spieler           | Team     |
| ------------------ | ----------------- | -------- |
| Bester Torhüter    | Jimmy Waite       | Kanada   |
| Bester Verteidiger | Teppo Numminen    | Finnland |
| Bester Stürmer     | Alexander Mogilny | UdSSR    |

All-Star-Team
| Angriff:      | Alexander Mogilny – Petr Hrbek – Theoren Fleury |
| Verteidigung: | Greg Hawgood – Teppo Numminen                   |
| Tor:          | Jimmy Waite                                     |

## B-Weltmeisterschaft
in Sapporo, Japan

### Spiele und Abschlusstabelle
| Pl. | Mannschaft  | Norwegen | Rumänien 1965 | Schweiz | Japan 1870 | Frankreich | Jugoslawien | Niederlande | Osterreich |       | Tore  | Punkte |
| --- | ----------- | -------- | ------------- | ------- | ---------- | ---------- | ----------- | ----------- | ---------- | ----- | ----- | ------ |
| 1.  | Norwegen    |          | 8:0           | 3:2     | 3:4        | 8:2        | 6:7         | 5:1         | 5:2        | 38:18 | 10: 4 |        |
| 2.  | Rumänien    | 0:8      |               | 4:2     | 3:2        | 3:6        | 5:4         | 3:1         | 6:4        | 24:27 | 10: 4 |        |
| 3.  | Schweiz     | 2:3      | 2:4           |         | 1:1        | 6:5        | 6:5         | 9:2         | 8:3        | 34:23 | 9: 5  |        |
| 4.  | Japan       | 4:3      | 2:3           | 1:1     |            | 7:1        | 6:8         | 4:4         | 10:7       | 34:27 | 8: 6  |        |
| 5.  | Frankreich  | 2:8      | 6:3           | 5:6     | 1:7        |            | 7:6         | 7:5         | 3:1        | 31:36 | 8: 6  |        |
| 6.  | Jugoslawien | 7:6      | 4:5           | 5:6     | 8:6        | 6:7        |             | 2:2         | 5:4        | 37:36 | 7: 7  |        |
| 7.  | Niederlande | 1:5      | 1:3           | 2:9     | 4:4        | 5:7        | 2:2         |             | 5:5        | 20:35 | 3:11  |        |
| 8.  | Österreich  | 2:5      | 4:6           | 3:8     | 7:10       | 1:3        | 4:5         | 5:5         |            | 26:42 | 1:13  |        |

### Auf- und Absteiger
| Aufsteiger in die A-Gruppe: | Norwegen   |
| Absteiger aus der A-Gruppe: | Polen      |
| Absteiger in die C-Gruppe:  | Österreich |
| Aufsteiger in die B-Gruppe: | Dänemark   |

## C-Weltmeisterschaft
in Belluno und Feltre, Italien

### Spiele und Abschlusstabelle
| Pl. | Mannschaft     | Danemark | Italien | Bulgarien 1971 | Vereinigtes Konigreich | Spanien | Ungarn 1957 | Korea Nord | Belgien |       | Tore  | Punkte |
| --- | -------------- | -------- | ------- | -------------- | ---------------------- | ------- | ----------- | ---------- | ------- | ----- | ----- | ------ |
| 1.  | Dänemark       |          | 6:2     | 3:2            | 9:2                    | 19:0    | 4:2         | 5:3        | 13:0    | 59:11 | 14: 0 |        |
| 2.  | Italien        | 2:6      |         | 4:1            | 6:4                    | 4:2     | 3:2         | 3:2        | 5:0     | 27:17 | 12: 2 |        |
| 3.  | Bulgarien      | 2:3      | 1:4     |                | 7:3                    | 8:1     | 10:0        | 8:4        | 3:1     | 39:16 | 10: 4 |        |
| 4.  | Großbritannien | 2:9      | 4:6     | 3:7            |                        | 4:1     | 3:1         | 2:2        | 3:1     | 21:27 | 7: 7  |        |
| 5.  | Spanien        | 0:19     | 2:4     | 1:8            | 1:4                    |         | 6:2         | 5:5        | 4:3     | 19:45 | 5: 9  |        |
| 6.  | Ungarn         | 2:4      | 2:3     | 0:10           | 1:3                    | 2:6     |             | 4:1        | 3:1     | 14:28 | 4:10  |        |
| 7.  | Nordkorea      | 3:5      | 2:3     | 4:8            | 2:2                    | 5:5     | 1:4         |            | 3:2     | 20:29 | 4:10  |        |
| 8.  | Belgien        | 0:13     | 0:5     | 1:3            | 1:3                    | 3:4     | 1:3         | 2:3        |         | 08:34 | 0:14  |        |

### Auf- und Absteiger
| Aufsteiger in die B-Gruppe: | Dänemark   |
| Absteiger aus der B-Gruppe: | Österreich |

Beim Sieger der C-Gruppe, Dänemark, wurde ein Spieler nachträglich des Dopings überführt worden. Den Dänen wurde daraufhin der direkte Aufstieg verwehrt und sie mussten im Dezember 1988 eine Qualifikation gegen den C-Gruppen-Zweiten Italien austragen. Dänemark gewann beide Spiele.